# 교씨네 아들 딸
《교씨네 아들 딸》(乔家的儿女)은 2021년 방송되었던 중국의 드라마이다.

## 등장인물
- 백우 (白宇) - 차오이청 역
- 쑹쭈얼 - 차오쓰메이 역
- 마오샤오퉁 - 차오싼리 역
- 장완이 (张晚意) - 차오얼창 역
- 저우이란 - 차오치치 역
- 류쥔 (刘钧) - 차오쭈왕 역
- 탕이신 - 샹난팡 역
- 리자항 - 치웨이민 역
- 주주 - 마쑤친 역
- 장자닝 - 창싱위 역
- 저우팡 (Cassie) - 예샤오랑 역